# Bandera del Iemen
La bandera del Iemen (àrab: علم يمن, ʿalam Yaman) fou adoptada el 22 de maig de 1990, el mateix dia que unificaven Iemen del Nord i el Iemen del Sud. El disseny de barres vermelles, blanques i negres era també present a les antigues banderes dels dos Iemen, cosa que simbolitzava el panarabisme, com a les banderes d'Egipte, Síria, Iraq entre d'altres.
Segons la descripció oficial, el vermell representa la unitat i el vessament de sang dels màrtirs, el blanc per a un futur brillant i el negre per al suposat passat fosc. El disseny de la bandera també és similar al de la bandera de la pàtria de l'Imperi alemany, encara que invertida. La bandera és gràficament idèntica a la bandera de la República Àrab Líbia de 1969 a 1972.

## Banderes històriques
Abans que el Iemen s'unifiqués en l'actual república, era dividit en dos estats. El Iemen del Nord utilitzava la bandera a l'esquerra (la bandera del Regne Mutawakkilita del Iemen), des de 1927 a 1962, quan es convertia en el República Àrab del Iemen, que utilitzaria una bandera similar a l'actual bandera del Iemen, excepte amb una estrella verda en el centre de la llista blanca.
La República Democràtica Popular del Iemen o Iemen del Sud utilitzava una bandera amb un triangle blau cel prop del polispast, amb una estrella vermella. Mentre que el disseny de triangle i estrella blava era l'emblema del Partit Socialista Iemenita, el disseny global de la bandera era aparentment influït per la bandera de Cuba, després de la Revolució cubana dels anys 1950 (Hendrikksen, 1982)

Regne Mutawakkilita del Iemen (1918–1923)
Regne Mutawakkilita del Iemen (1923–1927)
Regne Mutawakkilita del Iemen (1927–1962)
República Àrab del Iemen (1962–1990)
Iemen del Sud (1967–1990)